# Lago Helmand
No debe confundirse con el lago Hamúnدریاچه هامون
El lago Helmand, también conocido como Hāmun-e Helmand o Hāmun-e Hīrmand o lago de Sistán, es un lago pantanoso ubicado en el sureste de Irán cerca de la frontera con Afganistán y alimentado por el Hilmand. Junto con los ríos iraníes Hamun-e Puzak y Hamun-e Saber, forma los pantanos extensos de Sistán en la amplia región fronteriza del sureste de irán y suroeste de Afganistán.
Este lago Hamún se alimenta principalmente por captaciones de agua del vecino Afganistán. En 1976, cuando los ríos de Afganistán fluían regularmente, la cantidad de agua en el lago era relativamente alta. Entre 1999 y 2001, sin embargo, el lago se secó y desapareció, como puede verse en la imagen de 2001.
Cuando hay sequía en Afganistán o el agua en los afluentes del lago se secan por razones naturales o humanas, el resultado final es un lecho de lago seco en irán. Además, cuando el lago se seca, vientos estacionales soplan arenas finas del lecho del lago expuesto. La arena forma dunas que pueden cubrir un centenar o más de aldeas pesqueras a lo largo de la anterior costa del lago. La flora y la fauna alrededor del lago recibe un impacto negativo y las pesquerías dejan de producir. Los cambios en políticas hídricas y lluvias sustanciales en la región esperan lograr que vuelva gran parte del agua del lago Hamún para el 2003.
El 23 de junio de 1975, 50.000  hectáreas de este lago junto con el Hamun-e-Saberi fueron declarados Sitio Ramsar (n.º. ref. 42).

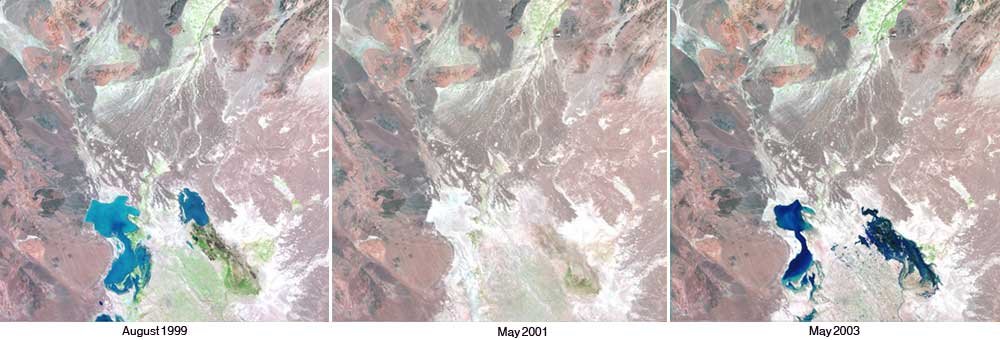
Serie temporal de agua en el Lago Hamún, Irán/Afganistán.